# Валенсия (Венецуела)
Вижте пояснителната страница за други значения на Валенсия.
Валѐнсия (на испански: Valencia) е град в щата Карабобо, Венецуела. Основан е на 25 март 1555 г. Той е третият по големина град във Венецуела. Населението му е 1 378 958 жители (2011 г.), а общата му площ е 2323 км². Разположен е на 520 m. надморска височина.

## Побратимявания
Валенсия е побратимен град с:
- Валенсия, Испания от 20 март 1982 г.
- Детройт, САЩ
- Нагуанагуа (Naguanagua), Венецуела
- Неапол, Италия
- Пловдив, България
- Сан Диего, Венецуела
- Сибиу, Румъния